# Pete Wentz
Peter Lewis Kingston Wentz III, född den 5 juni 1979, är en amerikansk musiker, känd som basist, bakgrundssångare och textförfattare i Chicago-bandet Fall Out Boy.

## Biografi
Pete Wentz föddes i Wilmette, en förort till Chicago, Illinois. Han gick på New Trier Township High School och North Shore Country Day School, där han också spelade mycket fotboll. Efter examen, 1997, började han på DePaul University, där han studerade statskunskap. Han hoppade dock av för att satsa på musiken.
Han har skrivit en bok som sina mardrömmar som barn kallad The Boy With the Thorn In His Side, och håller nu på att skriva en bok tillsammans med The Academy Is...-sångaren William Beckett.
Han har ett eget klädmärke, Clandestine Industries och ett skivbolag, Decaydance Records, där han bland annat har signat Panic at the Disco. 2007 öppnade han baren Angels and Kings.
Wentz spelade sig själv i tv-showen One Tree Hill där han i tre avsnitt dejtade Peyton (Hilarie Burton). Han har en liten roll i Cobra Starships video "Snakes on A Plane (Bring It)", The Academy Is... video "We've Got a Big Mess on Our Hands" (samma scen från denna videon används i Fall Out Boys video "Thnks fr th Mmrs"), en liten roll i Gym Class Heroes video "Clothes Off!". Och han är även med i tv-serien Best Ink där han var programledare under hela säsong 2.
I februari 2005, i vad som framgick vara ett självmordsförsök, tog Wentz en överdos av Ativan, och resultatet blev en vecka på sjukhus. Självmordsförsöket skrevs det sedan en sång om, kallad "7 Minutes in Heaven (Atavan Halen)" som finns med på albumet From Under the Cork Tree. 
Han var sedan i maj 2008 gift med sångerskan Ashlee Simpson-Wentz, och paret fick sonen Bronx den 20 november 2008. 
Paret skiljde sig i februari 2011.
Han har ytterligare två barn, sonen Saint och dottern Marvel, med sin nuvarande sambo Meagan Camper.